# Baron Westbury

Wappen der Barone Westbury

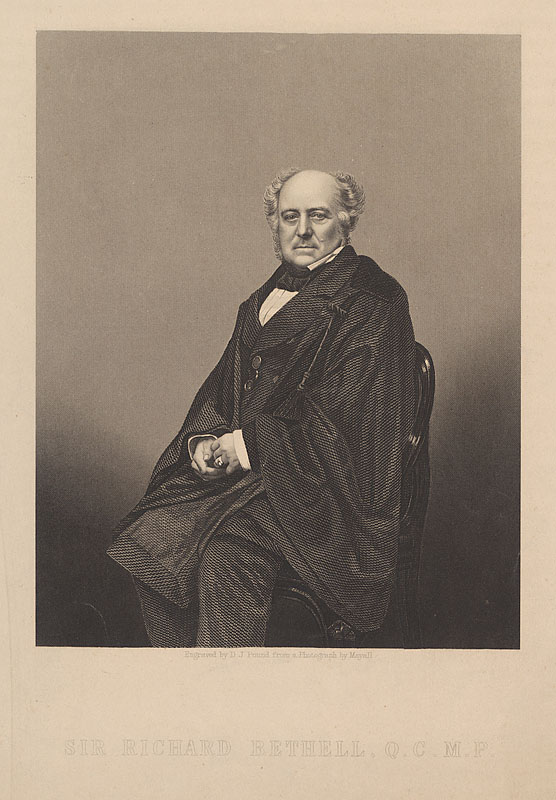
Richard Bethell, 1. Baron Westbury

Baron Westbury, of Westbury in the County of Wiltshire, ist ein erblicher britischer Adelstitel in der Peerage of the United Kingdom.

## Verleihung
Der Titel wurde am 27. Juni 1861 durch Letters Patent dem Juristen und Unterhausabgeordneten Sir Richard Bethell verliehen, anlässlich seiner Ernennung zum Lordkanzler.
Heutiger Titelinhaber ist seit 2001 sein Ur-ur-urenkel Richard Bethell als 6. Baron.

## Liste der Barone Westbury (1861)
- Richard Bethell, 1. Baron Westbury (1800–1873)
- Richard Bethell, 2. Baron Westbury (1830–1875)
- Richard Bethell, 3. Baron Westbury (1852–1930)
- Richard Bethell, 4. Baron Westbury (1914–1961)
- David Bethell, 5. Baron Westbury (1922–2001)
- Richard Bethell, 6. Baron Westbury (* 1950)

Titelerbe (Heir apparent) ist der Sohn des aktuellen Titelinhabers Hon. Alexander Bethell (* 1986).